# Р-173

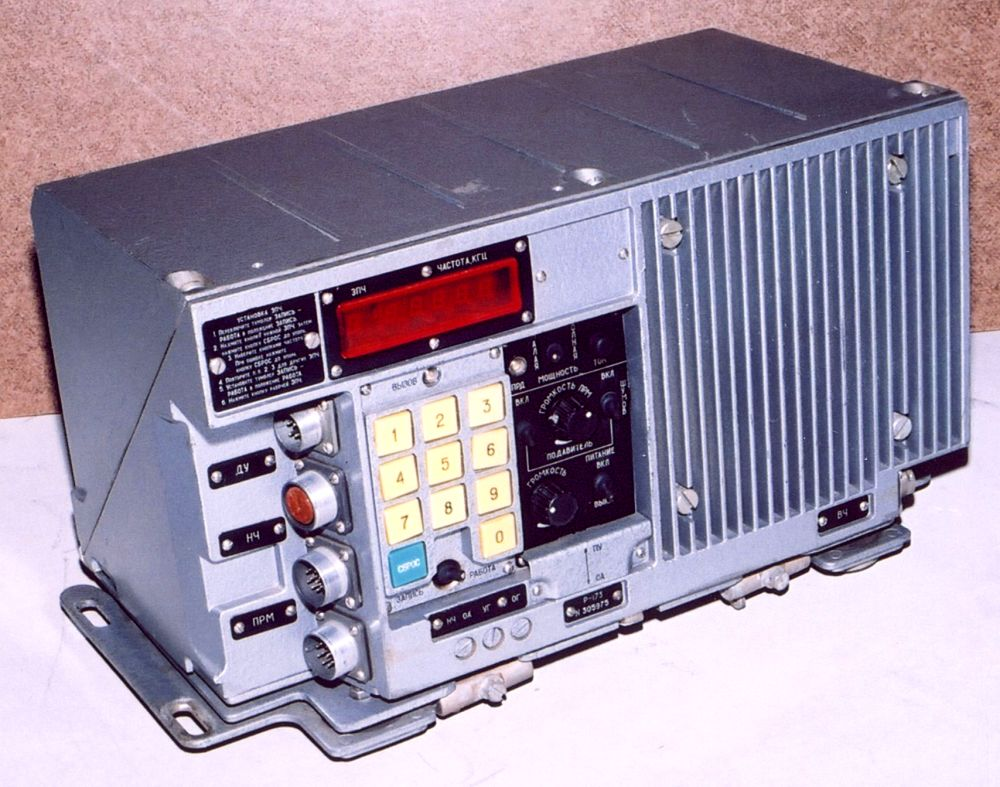
Радиостанция Р-173 «Абзац»

Р-173 «Абзац» — симплексная армейская возимая УКВ радиостанция 3-го поколения, работающая на частотах 30..76 МГц и устанавливаемая в качестве основного средства связи на танки Т-72БМ, БМП-3 и другую технику. Обеспечивает двустороннюю телефонную радиосвязь между подвижными объектами при движении и на стоянке. Принимает и передаёт информацию в режиме беспоисковой и бесподстроечной связи, настройка на частоту может производится путем выбора заранее подготовленных частот. Радиостанция имеет относительно простую конструкцию и удобна в эксплуатации, что достигается благодаря использованию автоматически настраиваемых систем слежения и других приспособлений.
Радиостанция Р-173 была разработана для замены радиостанций серии Р-123 «Магнолия» на подвижных объектах. Р-173 передаёт данные посредством открытого (незашифрованного) аналогового сигнала и к началу 2000-х годов окончательно устарела. Была разработана модернизированная версия Р-173М «Абзац-М», которая постепенно вытесняет устаревший вариант в войсках. В Р-173М добавлен цифровой режим работы с функцией маскировки речи и передачи данных со скоростью до 16 кбит/сек). 
При соответствующем выборе частот обеспечивается совместная независимая работа двух радиостанций Р-173М, радиостанции Р-173М и радиоприемника Р-173ПМ на общую антенну с применением антенно-развязывающих устройств.

## Основные характеристики
- Диапазон частот: 30-75,999 МГц
- Организация памяти: 10 заранее подготовленных частот
- Шаг сетки частот: 1 кГц
- Нестабильность частоты: ±1,5 кГц
- Время перехода с одной частоты на другую: 3 с
- Дальность связи (ориентировочно): до 20 км на основную (двухметровую) штырьевую антенну
- Сигнальные системы: тональный вызов
- Скорость передачи данных в цифровом режиме:  до 16 Кбит/с
- Тип излучения: FM
- Диапазон рабочих температур: −50 .. +50 °С
- Допустимая относительная влажность воздуха: 95-98%[4]
- Тип источника питания: сеть 27 В, сеть 220 В (дополнительно поставляемый блок питания)
- Потребляемый ток: прием 1,5 А, передача 9 А
- Наработка на отказ: не менее 6000 часов
- Габаритные размеры приемопередатчика с амортизатором: 428 х 222×239 мм
- Масса основного комплекта радиостанции: не более 43 кг[5]

### Приемник
Чувствительность:
- FM при отключенном ПШ — не хуже 1,5 мкВ
- FM при включенном ПШ — не хуже 3,0 мкВ
- цифровая связь — не хуже 2,0 мкВ при коэфф. ошибок 1х0,01[6]

Обеспечивает прием и передачу аналоговой и цифровой информации (со скоростью 16 кбит/с) в режиме беспоисковой и бесподстроечной связи. Имеет шумоподавитель (по НЧ сигналу) и подавитель импульсных помех.

### Передатчик
- Тип: Синтезатор с ФАПЧ.
- Выходная мощность: до 30 Вт
- Максимальная девиация частоты:
  - FM: ±5 (±1) кГц
  - для цифровой связи: ±5,6 (±1,2) кГц[7]

## Комплектация
Радиостанция Р-173 включает следующие составляющие:
- приёмопередатчик
  - блок приёма;
  - синтезатор частот;
  - запоминающее устройство;
  - перестраиваемый фильтр;
  - усилитель мощности;
  - антенно-согласующее устройство;
  - возбудитель;
  - блок питания[8].
- монтажный комплект антенного устройства
- комплект ЗИП
- кабель ВЧ
- кабель НЧ

Помимо этого, в комплект входит документация к радиостанции.
Сохраняет работоспособность при относительной влажности воздуха (95-98%) при температуре +40°С.

## Варианты
Р-173М «Абзац-М» — вариант развития базовой радиостанции. При соответствующем выборе частот обеспечивается совместная независимая работа двух радиостанций Р-173М или работа радиостанции Р-173М и радиоприемника Р-173ПМ на общую антенну с применением антенно-развязывающих устройств. Может комплектоваться аппаратурой внутренней связи и коммутации войск АВСК Р-174. Для служебной двусторонней телефонной связи с членами экипажа (макс. расстояние до 500 м).